# Special Forces
Special Forces —en español: Fuerzas especiales— es el 13º álbum de Alice Cooper, lanzado en 1981 por Warner Bros.
El disco continúa en la senda de rock moderno y new wave señalada por Flush the Fashion, del año anterior, estilo vigorizado aquí por ciertos conatos shock rock ("Who Do You Think We Are", "Generation Landslide '81"), y hasta canciones de corte vodevil, estilo, este último, que Alice ha abordado de manera bastante frecuente, aunque el productor es Richard Podolor, a diferencia de Flush the Fashion, que contó con Roy Thomas Baker en los controles. Participaron en la grabación del álbum algunas personalidades radiales y grupos invitados, como Flo and Eddie y miembros de la agrupación The Turtles.
La canción "7 and 7 is" es una versión de la banda psicodélica americana Love.

## Lista de canciones
1. "Who Do You Think We Are" (Alice Cooper, Duane Hitchings) – 4:21
2. "Seven & Seven Is" (Arthur Lee) – 2:41
3. "Prettiest Cop on the Block" – 3:13
4. "Don't Talk Old to Me" – 2:54
5. "Generation Landslide '81" (Cooper, Glen Buxton, Michael Bruce, Dennis Dunaway, Neal Smith) – 3:50
6. "Skeletons in the Closet" – 3:42
7. "You Want It, You Got It" – 3:15
8. "You Look Good in Rags" – 3:35
9. "You're a Movie" – 3:37
10. "Vicious Rumours" – 3:43

## Personal
- Alice Cooper - voz
- Duane Hitchings - guitarra, teclados
- Mike Pinera - guitarra
- Erik Scott - bajo
- Danny Johnson - guitarra
- Craig Krampf - batería